# ذبيح الله أورينبويف
زابخيلو أورينبويف (30 مارس 1995 بموسكو في روسيا - ) هو لاعب كرة قدم أوزبكستاني في مركز الهجوم. شارك مع منتخب أوزبكستان تحت 17 سنة لكرة القدم ومنتخب أوزبكستان تحت 20 سنة لكرة القدم. أما مع النوادي، فقد لعب مع نادي بونيودكور.

## وصلات خارجية
- ذبيح الله أورينبويف على موقع الاتحاد الدولي (مؤرشف)  (الإنجليزية)
- ذبيح الله أورينبويف على موقع رابطة كرة القدم اليابانية للمحترفين (اليابانية)
- ذبيح الله أورينبويف على موقع قاعدة بيانات كرة القدم.إي يو (الإنجليزية)
- ذبيح الله أورينبويف على موقع ناشيونال فوتبول تيمز (الإنجليزية)
- ذبيح الله أورينبويف على موقع Soccerway.com (الإنجليزية)
- ذبيح الله أورينبويف على موقع عالم كرة القدم.نت (الإنجليزية)